# Pimelodella geryi
Pimelodella geryi är en fiskart som beskrevs av Hoedeman, 1961. Pimelodella geryi ingår i släktet Pimelodella och familjen Heptapteridae. Inga underarter finns listade i Catalogue of Life.